# Klondike (region)

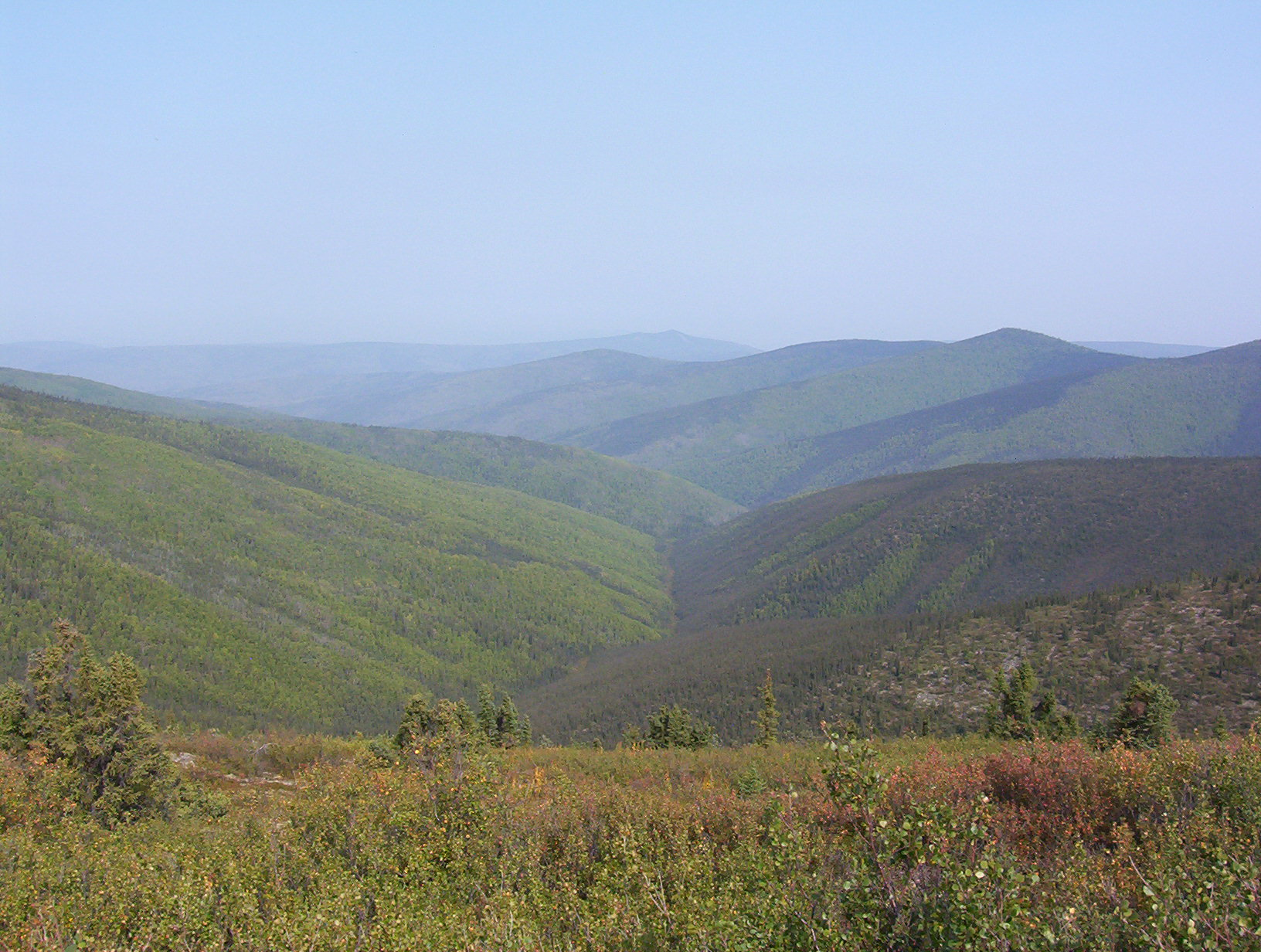
Hunker Creek Valley, Klondike.

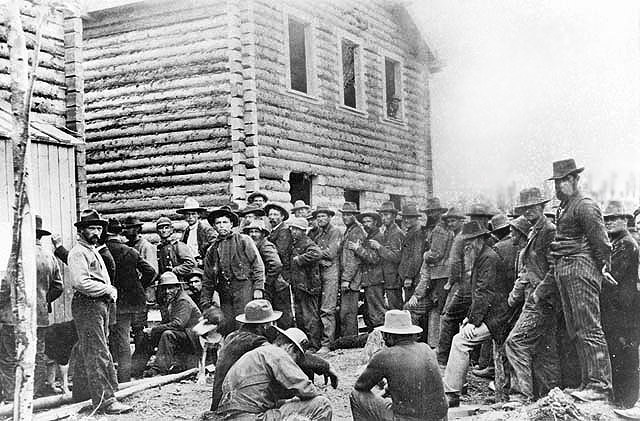
Guldgrävare som väntar på att få registrera sina fynd i Klondike, 1898.

Klondike (IPA: /ˈklɒndaɪk/), ibland stavat Klondyke, är en region i Yukon i nordvästra Kanada, öster om gränsen till Alaska. Den ligger runt floden Klondike, som mynnar i Yukonfloden vid Dawson City.
Klondike blev känt 1896 när guld upptäcktes i vattendragen Bonanza Creek och Eldorado Creek, vilket blev startskottet för en omfattande guldrush. Efter en topp runt år 1900 började tillgången på guld att minska och avtog sedan kraftigt under det följande decenniet. Fortfarande utvinns dock en liten mängd guld här.